# Lucia Recchia
Lucia Recchia (ur. 8 stycznia 1980 w Rovereto) – włoska narciarka alpejska, wicemistrzyni świata seniorek i juniorek.

## Kariera
Po raz pierwszy na arenie międzynarodowej pojawiła się 16 stycznia 1996 roku w Kastelruth, gdzie w zawodach FIS Race zajęła 53. miejsce w supergigancie. W 1999 roku wystartowała na mistrzostwach świata juniorów w Pra Loup, gdzie jej najlepszym wynikiem było ósme miejsce w supergigancie. Na rozgrywanych rok później mistrzostwach świata juniorów w Québecu zdobyła srebrny medal w zjeździe. Na tych samych mistrzostwach była też między innymi piąta w supergigancie.
W zawodach Pucharu Świata zadebiutowała 10 grudnia 1998 roku w Val d’Isère, zajmując 33. miejsce w supergigancie. Pierwsze pucharowe punkty wywalczyła 18 grudnia 1998 roku w Veysonnaz, zajmując 27. miejsce w zjeździe. Na podium zawodów PŚ po raz pierwszy stanęła 11 grudnia 2004 roku w Altenmarkt, zajmując drugie miejsce w supergigancie. W zawodach tych rozdzieliła Austriaczkę Alexandrę Meissnitzer i Tinę Maze ze Słowenii. W kolejnych startach jeszcze jeden raz stanęła na podium: 19 lutego 2005 roku w Åre była trzecia w supergigancie. Najlepsze wyniki osiągnęła w sezonie 2004/2005, kiedy to w klasyfikacji generalnej zajęła 25. miejsce, a w klasyfikacji supergiganta była ósma.
Na mistrzostwach świata w Bormio w 2005 roku wywalczyła srebrny medal w supergigancie. Uplasowała się tam między Szwedką Anją Pärson i Julią Mancuso z USA. Była też między innymi ósma w zjeździe podczas rozgrywanych cztery lata wcześniej mistrzostwach świata w St. Anton. W 2002 roku wystąpiła na igrzyskach olimpijskich w Salt Lake City, gdzie zajął 18. miejsce w kombinacji i 24. miejsce w zjeździe. Na rozgrywanych w 2006 roku igrzyskach w Turynie była ósma w supergigancie. Brała też udział w igrzyskach olimpijskich w Vancouver w 2010 roku, gdzie była siódma w supergigancie i dziewiąta w zjeździe.

## Osiągnięcia

### Igrzyska olimpijskie
| Miejsce | Dzień     | Rok  | Miejscowość    | Konkurencja | Czas biegu | Strata | Zwyciężczyni         |
| ------- | --------- | ---- | -------------- | ----------- | ---------- | ------ | -------------------- |
| 24.     | 12 lutego | 2002 | Salt Lake City | Zjazd       | 1:39,56    | +3,24  | Carole Montillet     |
| 18.     | 14 lutego | 2002 | Salt Lake City | Kombinacja  | 2:43,28    | +9,82  | Janica Kostelić      |
| 13.     | 15 lutego | 2006 | Turyn          | Zjazd       | 1:56,49    | +1,81  | Michaela Dorfmeister |
| 8.      | 20 lutego | 2006 | Turyn          | Supergigant | 1:32,47    | +1,01  | Michaela Dorfmeister |
| 9.      | 17 lutego | 2010 | Vancouver      | Zjazd       | 1:44,19    | +2,31  | Lindsey Vonn         |
| 7.      | 20 lutego | 2010 | Vancouver      | Supergigant | 1:20,14    | +1,29  | Andrea Fischbacher   |

### Mistrzostwa świata
| Miejsce | Dzień       | Rok  | Miejscowość  | Konkurencja | Czas biegu | Strata | Zwyciężczyni         |
| ------- | ----------- | ---- | ------------ | ----------- | ---------- | ------ | -------------------- |
| 8.      | 6 lutego    | 2001 | St. Anton    | Zjazd       | 1:36,20    | +1,36  | Michaela Dorfmeister |
| 16.     | 3 lutego    | 2003 | Sankt Moritz | Supergigant | 1:27,48    | +1,63  | Michaela Dorfmeister |
| DNF     | 9 lutego    | 2003 | Sankt Moritz | Zjazd       | 1:34,30    | -      | Mélanie Turgeon      |
| 2.      | 30 stycznia | 2005 | Bormio       | Supergigant | 1:17,64    | +0,45  | Anja Pärson          |
| DNF     | 6 lutego    | 2007 | Åre          | Supergigant | 1:18,85    | -      | Anja Pärson          |
| 29.     | 11 lutego   | 2007 | Åre          | Zjazd       | 1:26,89    | +3,54  | Anja Pärson          |
| DNF     | 3 lutego    | 2009 | Val d’Isère  | Supergigant | 1:20,73    | -      | Lindsey Vonn         |

### Mistrzostwa świata juniorów
| Miejsce | Dzień     | Rok  | Miejscowość | Konkurencja | Czas biegu | Strata | Zwyciężczyni         |
| ------- | --------- | ---- | ----------- | ----------- | ---------- | ------ | -------------------- |
| 44.     | 9 marca   | 1999 | Pra Loup    | Slalom      | 1:46,62    | +12,31 | Anja Pärson          |
| 24.     | 10 marca  | 1999 | Pra Loup    | Gigant      | 1:53,82    | +6,62  | Denise Karbon        |
| 20.     | 13 marca  | 1999 | Pra Loup    | Zjazd       | 1:11,09    | +1,70  | Kerstin Reisenhofer  |
| 8.      | 14 marca  | 1999 | Pra Loup    | Supergigant | 1:14,06    | +1,33  | Karin Blaser         |
| 2.      | 21 lutego | 2000 | Québec      | Zjazd       | 1:13,47    | +0,14  | Fränzi Aufdenblatten |
| 5.      | 22 lutego | 2000 | Québec      | Supergigant | 1:18,79    | +0,58  | Kathrin Wilhelm      |
| 15.     | 25 lutego | 2000 | Québec      | Gigant      | 1:55,08    | +3,70  | Anja Pärson          |
| 33.     | 26 lutego | 2000 | Québec      | Slalom      | 1:50,79    | +11,64 | Anja Pärson          |

### Puchar Świata

#### Miejsca w klasyfikacji generalnej
- sezon 1998/1999: 113.
- sezon 1999/2000: 63.
- sezon 2000/2001: 77.
- sezon 2001/2002: 58.
- sezon 2002/2003: 69.
- sezon 2003/2004: 50.
- sezon 2004/2005: 25.
- sezon 2005/2006: 27.
- sezon 2006/2007: 43.
- sezon 2008/2009: 71.
- sezon 2009/2010: 34.
- sezon 2010/2011: 106.
- sezon 2011/2012: 73.

#### Miejsca na podium w zawodach PŚ
1. Altenmarkt – 11 grudnia 2004(supergigant) – 2. miejsce
2. Åre – 19 lutego 2005 (supergigant) – 3. miejsce